# كيفن بيتي
كيفن بيتي (بالإنجليزية: Kevin Beattie)‏ هو لاعب كرة قدم بريطاني، ولد في 18 ديسمبر 1953 في كارلايل في المملكة المتحدة، وتوفي في 16 سبتمبر 2018 في إبسوتش في المملكة المتحدة بسبب نوبة قلبية. شارك مع منتخب إنجلترا لكرة القدم. أما مع النوادي، فقد لعب مع إيبسويتش تاون وكولتشستر يونايتد ونادي ساندفيكين ونادي ميدلزبره.

## مسيرته الكروية
لعب كيفن بيتي خلال مسيرته الاحترافية مع 3 أندية في اثنا عشر موسمًا وسجل خلالها 24 هدفًا ضمن 236 مباراة. حيث فاز في موسم واحد بالكأس ولم يفز بأي دوري.
خاض كيفن بيتي مسيرته مع نادي إيبسويتش تاون في موسم 1972–73 ليلعب معه عشرة مواسم، مشاركًا في 228 مباراة سجل خلالها 24 هدفًا. ثم انتقل إلى نادي ميدلزبره في موسم 1982–83 لمدة موسم واحد، حيث شارك في 4 مباريات ولم يسجل أي هدف.

## وصلات خارجية
- كيفن بيتي على موقع قاعدة بيانات كرة القدم.إي يو (الإنجليزية)
- كيفن بيتي على موقع ناشيونال فوتبول تيمز (الإنجليزية)